# Раймунд Ярош
Раймунд Ярош  — бургомістр та президент Дрогобича, власник курорту в Трускавці, знакова постать міжвоєнного «триміста».

## Життєпис
Раймунд Ярош народився у Кальварії Зебжидовській, в сім'ї повітового судді Рудольфа Яроша і Марії з Клименсевичів. Рано втративши батьків був змушений важко працювати. Згодом він навчався в Кракові, де успішно закінчив середню школу і факультет права Яґеллонського університету.
У 1898 році майбутній бургомістр одружився з Еммою Цьолльнер. З 1899 року працював у «Товаристві взаємних страхувань», а в 1902 році переїхав до Дрогобича. У 1905 році львівський фінансист Едмунд Крашевський позичає йому кошти на перші капіталовкладення для кредитування. Згодом Раймунд Ярош очолює в Дрогобичі місцеву філію «Товариства взаємних страхувань», спеціалізуючись на страхових акціях фірм нафтового промислу, на чому швидко розбагатів. Успішний страховик був обраний до місцевої повітової ради, а в 1907 р. — до міської ради. 1909 р. Ярош став бургомістром та очолив дрогобицький магістрат, вигравши вибори в Яна Нєвядомського. Своєю політичною діяльністю протистояв «вовчій групі» Якуба Файєрштайна.

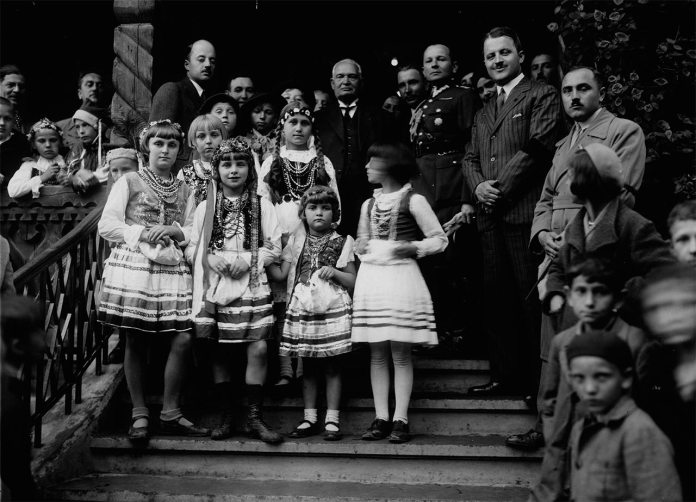
Зустріч президента Естонії Костянтина Пятса на віллі Ґопляна

1911 року йому вдалося утворити спілку, яка керувала курортом Трускавець, що швидко розвивався в той час. У 1928 році керуючи цією спілкою він викуповує всі акції спілки, стаючи єдиним власником курорту. 1931 року Раймунда Яроша обирають президентом Дрогобича на зміну Леону Реутту, який обіймав цю посаду з 1919 року.
1935 року будучи надто хворим, щоб займатися всіма справами, Раймунд Ярош дарує Трускавець своєму синові Роману. Цього ж року його особисто відвідав президент Естонії Костянтин Пятс, який нагородив Раймонда Яроша естонським орденом Орлиного Хреста з орлом другого класу. 1936 року з ініціативи комітету громадян міста Дрогобича та Трускавця друкується «Одноднівка трускавецька»  — збірник праць науково-популярного характеру присвячений 25-літтю його діяльності.
Раймунд Ярош володів палацом у Дрогобичі та кількома віллами в Трускавці. З допомогою свого брата, професора палеонтології Яна Яроша, в 30-хх роках створив Природничий музей на Помярках, названий в честь покійної дружини Емми, де було зібрано унікальну колекцію видів флори та фауни (14,5 тисяч метеликів та жуків, понад 1000 експонатів мінералів, кількасот посудин із рідкісними екземплярами грибів та моху). Раймонд Ярош був педантом, завжди одягнений у вишуканий одяг та взуття, займався благодійністю.

## Нагороди
- Золотий Хрест Заслуги
- Лицарський хрест ордена Франца Йосифа (Австро-Угорщина, 1917)[3]
- Хрест ордена Орлиного хреста ІІ класу (Естонія, 1935)[4]

## Світлини

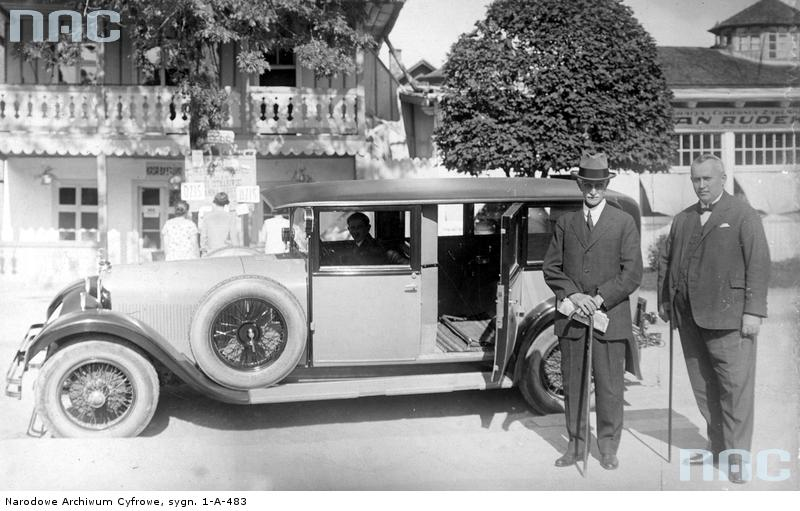
Раймунд Ярош з маршалком сейму Іґнацієм Дашинським
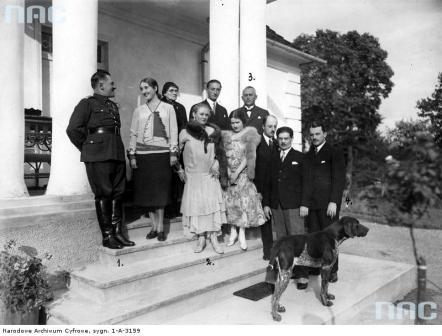
Раймунд Ярош в товаристві сина Романа, генарала Тадеуша Піскора і його дружини Марії
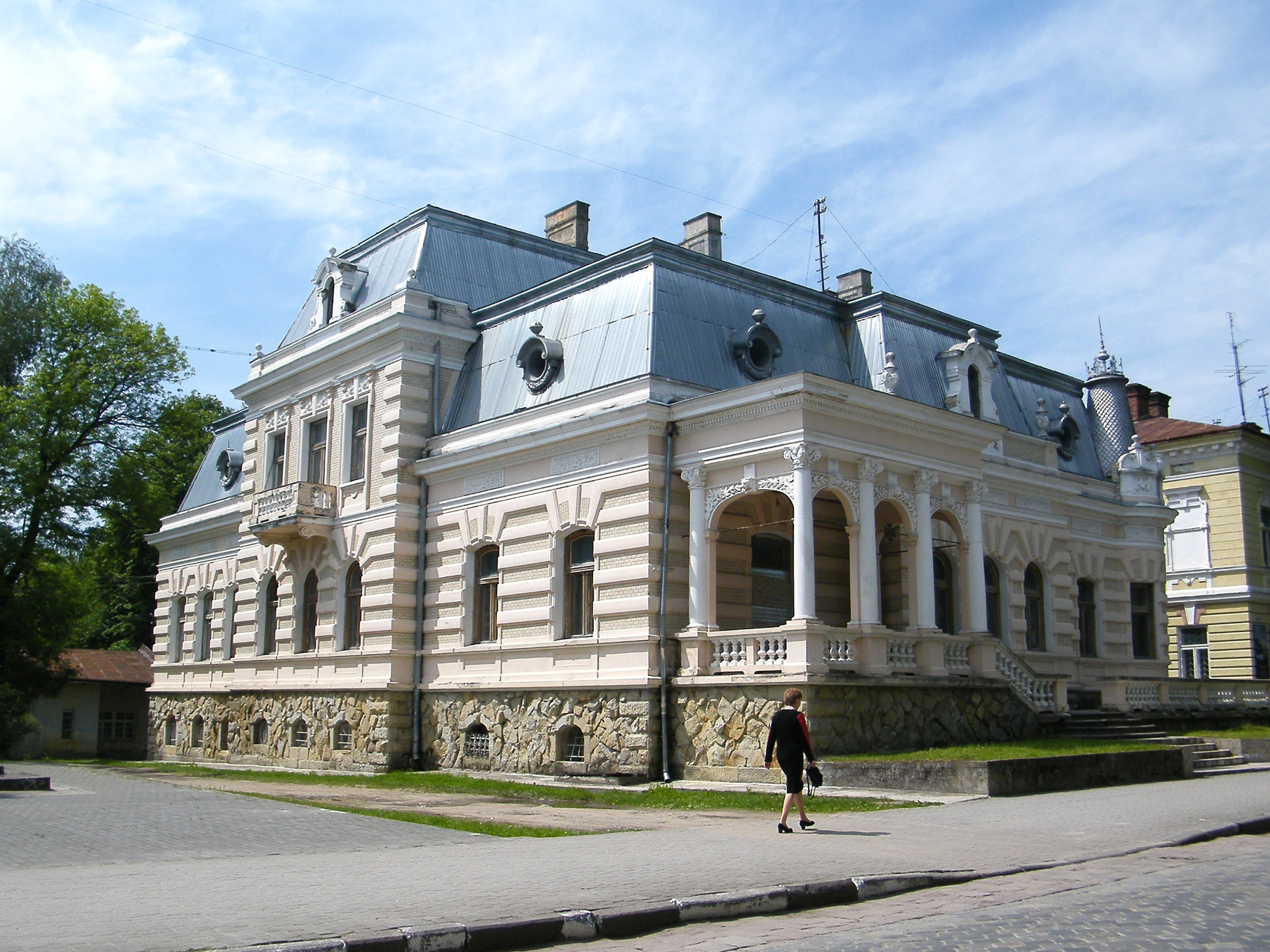
Вілла Яроша в Дрогобичі
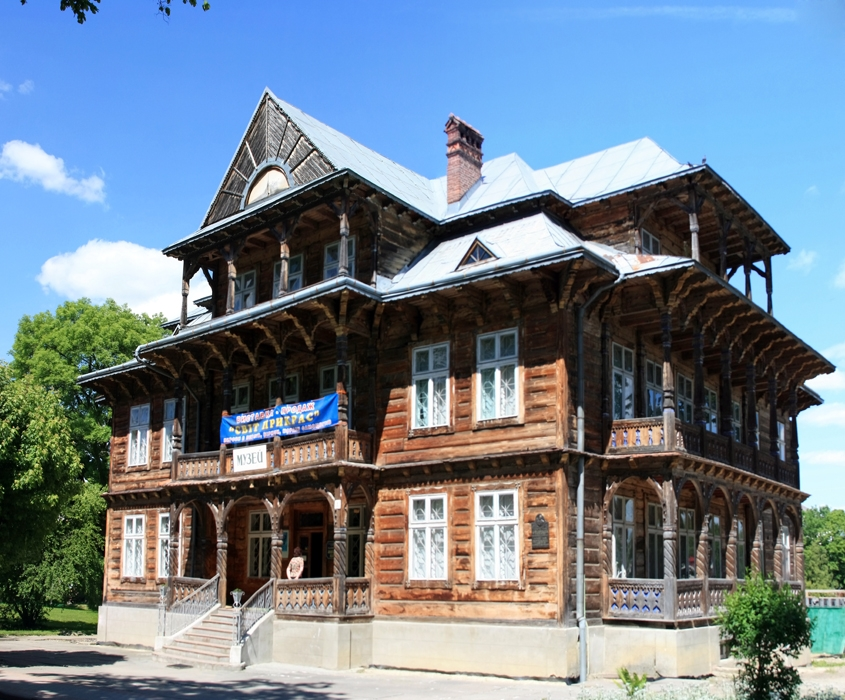
Вілла «Гопляна» — резиденція Раймунда Яроша в Трускавці
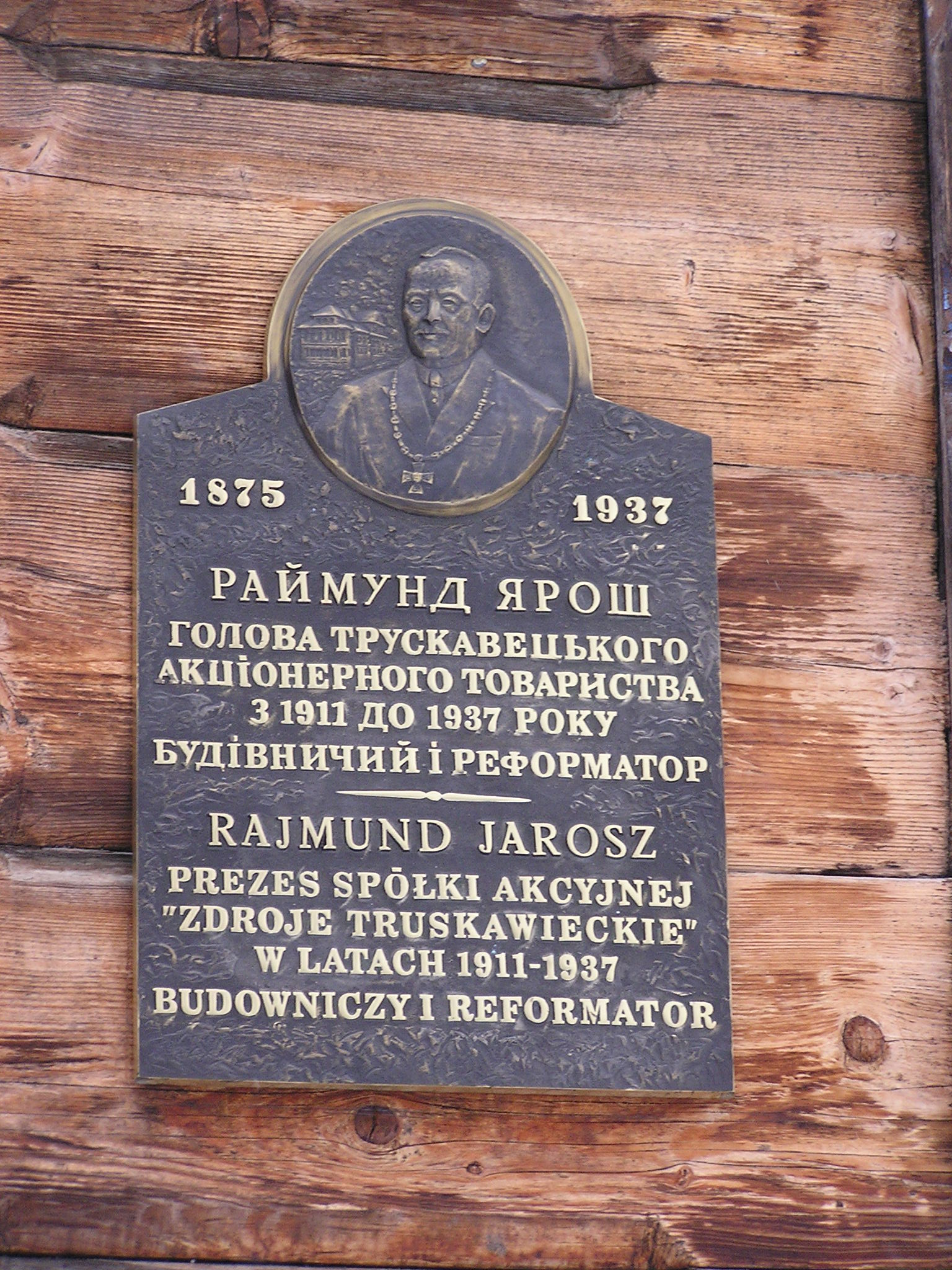
Пам'ятна таблиця на віллі «Гопляна»